# Euphyia actinipha
Euphyia actinipha là một loài bướm đêm trong họ Geometridae.